# Лютцов-Хольм, Финн
Финн Лютцов-Хольм (28 мая 1890 в Нессеби — 3 июня 1950 в Осло) — норвежский пионер авиации и полярный исследователь, вместе с Яльмаром Рисер-Ларсеном совершал полёты, поддерживая Руаля Амундсена и Умберто Нобиля, участник экспедиций в Антарктиду, командующий военно-морскими силами Норвегии.

## Биография
Родился 28 мая 1890 года в Нессеби. Вырос в Рисёре и после окончания средней школы в 1907 году поступил в Военно-морскую академию, которую окончил в 1912 году. В том же году, увидев свой первый самолёт в Хортене, решил продолжить карьеру авиатора. В 1916 году получил лицензию пилота. Он получил признание за смелые полеты во время авиашоу в Осло в 1917 году и Копенгагене в 1919 году .
В 1918 году стал первым командиром авиабазы в Кристиансанде. Зимой 1918 года вместе с Рисер-Ларсеном патрулировал с воздуха линию противопехотной минной обороны на побережье. С 1919 года занимал должность инспектора завода морской авиации в Хортене.
В 1922 году он и Рисер-Ларсен пролетели на двух самолётах по маршруту Хортон-Киркенес за 47 часов. На обратном пути они совершили первый экстренный рейс в Норвегии в связи со случаями тифа в западной части Финнмарка. Лютцов-Хольм перевез доктора из Хаммерфеста в Альту.
В 1924 году разработал планы спасения Амундсена после его неудачной попытки перелететь с мыса Барроу на Шпицберген, возглавил спасательную операцию. Однако до начала поисковой операции Рисер-Ларсен успел поднять машину в воздух и вернуться со всеми шестью участниками на Шпицберген.
В 1928 году вместе с Рисер-Ларсеном искал Нобиле после крушения дирижабля «Италия» в районе Шпицбергена. Летая на самолёте Hansa-Brandenburg W.33, обнаружил часть выживших после крушения.
В 1929 году он получил отпуск от военно-морского флота и участвовал в третьей экспедиции Ларса Кристиансена на корабле «Норвегия» в Антарктиду под руководством Рисер-Ларсена. С воздуха были открыты и исследованы районы Земли Королевы Мод и Берега Принцессы Марты. В 1930 году принял участие в четвёртой норвежской экспедиции в Антарктиду. В ходе этой экспедиции был открыт Берег принцессы Рагнхильд.
В 1931—1934 годах работал на авиационном заводе в Хортене, после чего был командирован в морскую авиацию. В 1925—1936 годах участвовал в тренировочных полетах на пяти итальянских самолётах. В одном из них получил серьёзное ранение и потерял ногу. Несмотря на это, он продолжил карьеру авиатора.
В 1938 году стал командующим военно-воздушными силами. Военно-морской флот патрулировал побережье Норвегии с воздуха до нападения немцев в 1940 году. В 1941 году Лютцов-Хольм бежал в Швецию, а затем оказался в Лондоне в составе ВВС Норвегии в изгнании. Находясь в Великобритании, Лютцов-Хольм узнал, что его 20-летний сын был пойман немцами при побеге из Норвегии и казнен вместе с 17 другими потенциальными беглецами в апреле 1942 года.
В 1948—1959 годах консультировал норвежско-шведско-британскую экспедицию в Антарктиду.
Оставался на флоте до своей смерти 5 июня 1950 года.

## Награды
- 1929 — Орден Святого Олафа — рыцарь I класса
- Медаль обороны 1940—1945
- 70-я медаль годовщина Хакона VII
- Почетный легион
- Медали за авиационные достижния

## Память
В честь Лютцова-Хольма был назван залив у побережья Земли Королевы Мод в Восточной Антарктиде.